# Anteliaster australis
Anteliaster australis is een zeester uit de familie Pedicellasteridae.
De wetenschappelijke naam van de soort werd in 1940 gepubliceerd door Walter Kenrick Fisher.